# Ndorna
Ndorna ist ein Dorf und namensgebender Hauptort einer Landgemeinde (Communauté rurale) im Département Médina Yoro Foulah der Region Kolda, gelegen im Süden Senegals.

## Geographische Lage
Ndorna liegt im Südwesten des Départements Médina Yoro Foulah. Der Hauptort liegt 31 Kilometer nördlich der Regionalpräfektur Kolda und 37 Kilometer südwestlich der Départementpräfektur Médina Yoro Foulah. Die Grenze nach Gambia ist 34 Kilometer entfernt. Benachbart sind im Uhrzeigersinn die Landgemeinden Bourouco, Kerewane  und Niaming im Norden, Koulinto im Osten, Thietty im Süden sowie im Westen Sama Kanta Peulh, Diambati und Tankon (alle drei Region Sédhiou).

## Geschichte
Bis 2008 umfasste die Communauté rurale de Ndorna eine Fläche von 1858 km² mit 249 Dörfern (villages). In diesem Jahr erhielt dieses Gebiet den Status eines Arrondissements und zugleich wurden aus der Landgemeinde Ndorna die Landgemeinden Bourouco (51 Dörfer), Bignarabé (37 Dörfer) und Koulinto (41 Dörfer), zusammen 129 Dörfer, ausgegliedert. Im Jahr 2012 wurde die Fläche der verkleinerten Landgemeinde mit 800 km² angegeben und die Zahl der Dörfer mit 88.
Das Dorf Soulybaly liegt nach wie vor im Gemeindegebiet. Von hier stammt Alfa Molo, der 1867 an der Zerstörung des Reiches Kaabu mitwirkte und im Osten der Casamance und im Nordosten von Guinea-Bissau das islamische Reich Fouladou errichtete und es von Ndorna aus beherrschte.

## Bevölkerung
Nach den letzten Volkszählungen hat sich die Einwohnerzahl der Landgemeinde wie folgt entwickelt:
| Jahr | Einwohner |
| ---- | --------- |
| 1988 | 18.307    |
| 2002 | 32.298    |
| 2013 | 12.231    |

## Verkehr und Infrastruktur
Durch den Osten der Landgemeinde Ndorna führt die Straße von Kolda über Soulybaly nach Pata und weiter nach Brikama Ba in Gambia. Der Hauptort Ndorna liegt mit einer Stichstrecke sieben Kilometer abseits dieser Piste.